# HMS H2
HMS H2 – brytyjski okręt podwodny typu H. Zbudowany w latach 1914–1915 w Canadian Vickers w Montrealu, gdzie okręt został wodowany 11 stycznia 1915 roku. Rozpoczął służbę w Royal Navy 4 czerwca 1915 roku. Pierwszym dowódcą został Lt. D.W. Fell.
Razem z H1, H3 i H4 przepłynął Atlantyk z St. John’s (Nowa Fundlandia) do Gibraltaru, pod eskortą krążownika pomocniczego HMS „Calgarian”. Następnie wpłynął na Morze Śródziemne.
W 1916 roku był w składzie Adriatyckiej Flotylli Okrętów Podwodnych stacjonującej w Brindisi pod dowództwem Lt. Davida M. Fella. 
7 marca 1921 roku okręt został sprzedany maltańskiej firmie B. Zammit i następnie złomowany.